# Kumārajīva
Kumārajīva (chinesisch 鳩摩羅什 / 鸠摩罗什, Pinyin Jiūmóluóshí, W.-G. Chiu1-mo2-lo2-shih2, jap. Kumarajū; * 343; † 413) war ein im zentralasiatischen Königreich Kucha geborener Mönch und Gelehrter. Mit zu seinen wichtigsten Arbeiten gilt die Übersetzung des Lotos-Sutra aus dem Sanskrit ins Chinesische. Diese Übersetzung gilt allgemein als die authentischste und genaueste und bildete die theoretische Grundlage vieler chinesischer und japanischer Schulen des Mahayana-Buddhismus.

## Leben
Geboren wurde Kumārajīva als Sohn einer Adelsfamilie im Jahre 343 n. Chr. Als buddhistischer Mönch wandte er sich zuerst dem Studium des Hinayana-Buddhismus zu und konzentrierte sich anschließend nur noch auf die Lehren des Mahayana-Buddhismus.
Zu einer Zeit, als Kumārajīva schon weitere Gelehrte um sich geschart hatte und bereits 40 Jahre alt war, wurde seine Heimat im Jahre 383 n. Chr. durch chinesische Truppen unterworfen.
Im Jahre 401 wurden er und andere Gelehrte seiner Zeit von König Yao Xing in die Hauptstadt Chang’an berufen, um an einem umfangreichen Übersetzungsprojekt buddhistischer Schriften teilzunehmen. Kumārajīva wurde zum Leiter dieser Übersetzergruppe ernannt.
Neben dem Lotos-Sutra (Saddharmapundarika-Sutra) übersetzte er unter anderen auch das Prajnaparamita-Sutra und Vimalakirtinidesa-Sutra.
Kumārajīva hinterließ vier Schüler:
- Daosheng
- Shengzhao
- Daorong
- Sengrui